# Купичвільська сільська рада
Купичвільська сільська рада — орган місцевого самоврядування у Жовківському районі Львівської області з адміністративним центром у с. Купичволя.

## Загальні відомості
Історична дата утворення: в 1993 році. Водоймища на території, підпорядкованій даній раді: річка Желдець.

## Населені пункти
Сільській раді підпорядковані населені пункти:
- с. Купичволя

## Склад ради
Рада складається з 12 депутатів та голови.

### Керівний склад ради
| ПІБ                             | Основні відомості                                                                    | Дата обрання | Дата звільнення |
| ------------------------------- | ------------------------------------------------------------------------------------ | ------------ | --------------- |
| Давидович Олександра Михайлівна | Сільський голова, 1961 року народження, освіта                                       | 26.03.2006   | 31.10.2010      |
| Давидович Олександра Михайлівна | Сільський голова, 1961 року народження, освіта вища, Політична партія «Наша Україна» | 31.10.2010   |                 |

Примітка: таблиця складена за даними джерела